# Едуард Увіра
Едуард Увіра (чеськ. Eduard Uvíra; 12 липня 1961, Опава, Чехословаччина) — чехословацький та чеський хокеїст, захисник. Чемпіон світу 1985.

## Клубна кар'єра
В чемпіонаті Чехословаччини грав за литвиновський ХЗ (1980-1981, 1983-1985), їглавську «Дуклу» (1981-1983) та братиславський «Слован» (1985-1990). У складі армійського клубу двічі вигравав національний чемпіонат (1982, 1983). Всього в чехословацькій лізі провів 346 матчів (43 голи).
З 1990 по 2003 роки виступав за німецькі команди «Фрайбург», «Ландсгут» та «Мюнхен Баронс». У складі «Ландсгута» здобув звання віце-чемпіона країни сезону 1994-95. Всього в елітному дивізіоні німецького хокею провів 395 ігор та закинув 33 шайби.

## Виступи у збірній
У складі національної збірної був учасником двох Олімпіад (1984, 1988). У Сараєво здобув срібну нагороду.
Брав участь у трьох чемпіонатах світу та Європи (1982, 1983, 1985). Чемпіон світу 1985; другий призер 1982, 1983. На чемпіонатах Європи — дві срібні (1983, 1985) та одна бронзова нагорода (1982). Учасник кубка Канади 1984 (5 матчів).
На чемпіонатах світу та Олімпійських іграх провів 39 ігор (одна закинута шайба), а всього у складі збірної Чехословаччини — 123 матчі (9 голів).

## Нагороди та досягнення
| Нагороди                 | Команда          | Кіл. | Роки       |
| ------------------------ | ---------------- | ---- | ---------- |
| Олімпійські ігри         |                  |      |            |
| Срібло                   | Чехословаччина   | 1    | 1984       |
| Чемпіонат світу          |                  |      |            |
| Золото                   | Чехословаччина   | 1    | 1985       |
| Срібло                   | Чехословаччина   | 2    | 1982, 1983 |
| Чемпіонат Європи         |                  |      |            |
| Срібло                   | Чехословаччина   | 2    | 1983, 1985 |
| Бронза                   | Чехословаччина   | 1    | 1982       |
| Чемпіонат Чехословаччини |                  |      |            |
| Золото                   | «Дукла» (Їглава) | 2    | 1982, 1983 |
| Срібло                   | ХЗ (Литвинов)    | 1    | 1984       |
| Чемпіонат Німеччини      |                  |      |            |
| Срібло                   | «Ландсгут»       | 1    | 1995       |